# Bhubaneswar
Bhubaneswar (hindi भुवनेश्वर, trb.: Bhubaneśwar, trl.: Bhuvaneśvar; orija ଭୁବନେଶ୍ବର; ang. Bhubaneswar) – miasto we wschodnich Indiach, stolica stanu Orisa, w delcie rzeki Mahanadi. Około 647,2 tys. mieszkańców.

## Historia miasta
Historia miasta sięga III w. p.n.e. Ok. 260 p.n.e. Bhubaneswar został opanowany przez cesarza Aśokę. W VII w. w Bhubaneswarze zostało wzniesionych wiele świątyń poświęconych bogu Śiwie, a miasto stało się centrum jego kultu. W XI w. Bhubaneswar stał się własnością dynastii Ganga, która władała nim do XVI w. wprowadzając w nim kult boga Wisznu.
13 lutego 2009 roku niedaleko miasta doszło do katastrofy kolejowej, w której zginęło 9 osób, a 150 zostało rannych.